# Titan (microprocessor)
Titan was een geplande familie van 32-bit Power ISA-gebaseerde microprocessorkernen ontworpen door Applied Micro Circuits Corporation (AMCC), maar werd in 2010 geschrapt. AMCC koos ervoor om in plaats daarvan de ontwikkeling van de PowerPC 400-kern voort te zetten, volgens een 40 nm-fabricageproces.